# Fahrstuhl zu den Sternen
Fahrstuhl zu den Sternen (englischer Originaltitel The Fountains of Paradise, erschienen 1979) ist ein Science-Fiction-Roman von Arthur C. Clarke. Die Handlung spielt im 22. Jahrhundert und beschreibt den Bau eines Weltraumlifts. Dieser „Orbitalturm“ ist ein gigantisches Bauwerk, das sich vom Erdboden bis zu einem Satelliten in einer geostationären Umlaufbahn in rund 36.000 Kilometern Höhe erstreckt. Ein derartiges Bauwerk kann genutzt werden, um Nutzlasten in eine Umlaufbahn zu befördern, ohne auf Raketenantriebe zurückgreifen zu müssen, und wäre damit deutlich kostengünstiger als die bisherige Technologie.

## Handlung
Als Einleitung für den Roman verwendet Clarke die Lebensgeschichte des historischen Königs Kalidasa, welche den Abenteuern des Ingenieurs Vannevar Morgan auf seinem zielsicheren Weg zur Realisierung des Weltraumlifts als ferner Schatten vorangehen. Weitere Handlungsstränge des Romans befassen sich mit der menschlichen Besiedlung des Sonnensystems und einem Erstkontakt mit einer intelligenten außerirdischen Lebensform. Clarke stellt im Buch außerdem am Rande die Hypothese auf, dass die Entstehung von Religion beim Menschen eine Konsequenz aus dessen sexueller Fortpflanzung ist. Spielort für Fahrstuhl zu den Sternen ist der fiktive Inselstaat Taprobane, den Clarke als zu „etwa neunzig Prozent kongruent mit der Insel Ceylon (heute Sri Lanka)“ beschreibt. Die im Buch beschriebenen Ruinen des Palasts von Yakkagala sind den tatsächlichen Ruinen in Sigiriya auf Sri Lanka sehr genau nachempfunden.
Um den Bau des Weltraumlifts in seinem Roman möglich zu machen, ersann Clarke eine mikroskopisch feine aber sehr starke Monofaser. Obwohl diese Faser laut dem Roman aus einem „kontinuierlichen, pseudo-eindimensionalen Diamantkristall“ besteht, brachte Clarke später seine Ansicht zum Ausdruck, dass eine andere Art von Kohlenstoff in Form eines Buckminsterfullerens einmal die Rolle seiner Monofaser bei einem zukünftig realisierten Weltraumlift spielen wird. Vor dem Hintergrund der jüngsten Entwicklungen bei der Herstellung von Kohlenstoffnanoröhren erscheint die Technologie für den Bau eines Weltraumlifts mittlerweile als durchaus realistisch.
Der Epilog des Romans führt dem Leser schließlich eine Erde mit mehreren Weltraumlifts vor, welche untereinander durch eine, im wahrsten Sinne des Wortes weltumspannende, Raumstation verbunden sind, welche den Planeten in der Höhe der geostationären Umlaufbahn umschließt. Hierbei wird die Ähnlichkeit zu einem Rad deutlich: Die Raumstation selbst ist der Reifen, die Erde die Achse und die sechs gleichmäßig auf dem Äquator verteilten Weltraumlifte stellen die Speichen dar.

## Beziehungen zu anderen Werken des Autors
- Etwa in der Mitte des Buches passiert eine unbemannte Robotersonde außerirdischen Ursprungs das Sonnensystem. Die Situation ist der Begegnung mit Rama sehr ähnlich, auch wenn die Sonde sich deutlich in ihrem Aussehen und in ihrer Interaktion mit den Menschen unterscheidet.
- Das erste Drittel des Romans 3001 – Die letzte Odyssee beschreibt detailliert das Innere einer weltumspannenden ringförmigen Raumstation, die über vier Weltraumlifte mit der Erde verbunden ist. Dies entspricht sehr genau der Darstellung im Epilog von Fahrstuhl zu den Sternen, auch wenn es dort sechs Lifte sind.
- Im Epilog des Buches hat sich die Erde in eine Eiswüste verwandelt, da sich die Sonne abgekühlt hat. Dies entspricht der Handlung von Clarkes Kurzgeschichte History Lesson.
- Der Außerirdische, der dem Leser zum Ende des Buches begegnet, ist eine physikalisch etwas greifbarere Form des Schwarms, der in der Kurzgeschichte The Possessed der prähistorischen Erde einen Besuch abstattet.

## Auszeichnungen
- 1979: Nebula Award for Best Novel (Bester Roman)
- 1980: Hugo Award for Best Novel (Bester Roman)